# Епархија новограчаничко-средњозападноамеричка
Епархија новограчаничко-средњозападноамеричка (енгл. Diocese of New Gracanica - Midwestern America) епархија је Српске православне цркве.
Надлежни архијереј је митрополит Лонгин (Крчо), а сједиште епархије се налази у Терд Лејку код Чикага.

## Историја
Садашња Епархија новограчаничко-средњозападноамеричка је конституисана сходно одлуци Светог архијерејског сабора Српске православне цркве од 21. маја 2009. према којој је извршена арондација тадашњих епархија Српске православне цркве: Средњозападноамеричке, Источноамеричке, Западноамеричке и Канадске Српске православне цркве у САД и Канади, као и Епархије за Америку и Канаду Митрополије новограчаничке. Тада су још конституисане и епархије: Митрополија либертивилско-чикашка, Епархија источноамеричка, Епархија западноамеричка и Епархија канадска.
Епархија новограчаничко-средњозападноамеричка са сједиштем у манастиру Нова Грачаница обухвата све парохије које се налазе у Чикагу и другим државама Средњег запада САД из састава некадашње Митрополије средњозападноамеричке, као и све црквено-школске општине, парохије и манастире некадашње Епархије за Америку и Канаду Митрополије новограчаничке на том подручју. У саставу епархије од 2014. налази се и манастир Светог Саве у Либертивилу из некадашње Митрополије либертивилско-чикашке.

## Епископи
Епископ новограчаничко-средњозападноамерички од 2009:
| Портрет | Име и презиме       | Време службе | Напомена                                                                 |
| ------- | ------------------- | ------------ | ------------------------------------------------------------------------ |
|         | епископ Лонгин Крчо | од 2009.     | епископ за Америку и Канаду Митрополије новограчаничке од 1999. до 2009. |

## Манастири
- Манастир Рођења Пресвете Богородице, Индијана
- Манастир Светог Саве у Либертивилу, Илиноис
- Манастир Нова Грачаница, Илиноис